# Яман-Юшатырь
Яман-Юшатырь — река в России, протекает по Тюльганскому району Оренбургской области. Длина реки составляет 41 км.
Начинается на западном склоне хребта Малый Какас. Сначала течёт на запад по лесистым горам, затем, после выхода на равнину поворачивает на юг. От села Городки течёт на запад, от Новосергиевки — на юг. В низовьях, у Давлеткулово, снова приобретает западное направление течения. Устье реки находится в 21 км по правому берегу реки Малый Юшатырь.

## Происхождение названия
Гидроним переводится с башкирского как «Плохой Юшатырь». В источнике 1901 года — Юшатырка.

## Притоки
Основные притоки — Тюльган, Чалуга, Чугуш, Труска — впадают слева.

## Данные водного реестра
По данным государственного водного реестра России относится к Уральскому бассейновому округу, водохозяйственный участок реки — Сакмара от впадения реки Большой Ик и до устья. Речной бассейн реки — Урал (российская часть бассейна).
Код объекта в государственном водном реестре — 12010000712112200006893.